# Seoul Cycling Team/Saison 2015
Dieser Artikel listet Erfolge und Fahrer des Radsportteams Seoul Cycling Team in der Saison 2015 auf.

## Erfolge in der UCI Asia Tour
In den Rennen der Saison 2015 der UCI Asia Tour gelangen die nachstehenden Erfolge.
| Datum    | Rennen                                             | Kat. | Sieger         |
| -------- | -------------------------------------------------- | ---- | -------------- |
| 24. Juni | Koreanische Meisterschaft – Einzelzeitfahren (U23) | CN   | Park Sang-hoon |
| 25. Juni | Koreanische Meisterschaft – Straßenrennen (U23)    | CN   | Kim Ok-cheol   |

## Zugänge – Abgänge
| Zugänge         | Team 2014 | Abgänge        | Team 2015           |
| --------------- | --------- | -------------- | ------------------- |
| Choi Geeniyoung |           | Park Kyoung-ho | Geumsan Insam Cello |
| Kim Do-hyeong   | KSPO      | Kwon Jun-oh    | Unbekannt           |
| Joo Daeyoung    |           | Lee Seung-hwon | Korail Cycling Team |
| Cho Haesung     |           | Jeong Hyun-suk | Unbekannt           |
|                 |           | Jung Ha-neul   | Unbekannt           |
|                 |           | Jeong Hyeok-mo | Unbekannt           |
|                 |           | Ko Do-hyun     | Unbekannt           |

## Mannschaft
| Name            | Geburtstag         | Nationalität |
| --------------- | ------------------ | ------------ |
| Cho Haesung     | 14. November 1991  | Südkorea     |
| Choi Geeniyoung | 19. Januar 1983    | Südkorea     |
| Ham Seok-hyun   | 31. Oktober 1995   | Südkorea     |
| Jung Ha-jeon    | 30. April 1995     | Südkorea     |
| Joo Daeyoung    | 10. Oktober 1996   | Südkorea     |
| Kim Do-hyeong   | 15. Oktober 1986   | Südkorea     |
| Kim Ok-cheol    | 16. November 1994  | Südkorea     |
| Kwon Jun-oh     | 28. Oktober 1989   | Südkorea     |
| Lee Ki-seok     | 28. September 1988 | Südkorea     |
| Park Sang-hoon  | 13. März 1993      | Südkorea     |